# International Network for People who Use Drugs
INPUD (International Network for People who Use Drugs, xarxa internacional per a les persones que usen drogues) és una organització internacional sense ànim de lucre que agrupa col·lectius de persones que consumeixen drogues il·lícites. INPUD es va fundar el 2006 a Vancouver, Canadà, i es va llançar formalment a Copenhaguen, Dinamarca, l'1 de novembre de 2008.
INPUD té com a objectiu "un món on les persones que consumeixen drogues siguin lliures de viure la seva vida amb dignitat".
Encara que els grups d'activistes de persones que consumeixen de drogues han existit arreu del món durant dècades, l'organització d'una xarxa internacional de persones que consumeixen drogues es remunta al Canadà.
D'una banda, a la pràctica, a la Colúmbia Britànica, el lideratge de grups d'usuaris locals com VANDU va inspirar la creació d'una xarxa més àmplia. Segons Kerr et al, "l'any 1997 un grup de residents de Vancouver, inclosos consumidors de drogues, activistes i altres, es van unir per formar una organització de consumidors de drogues com un mitjà per abordar la crisi sanitària entre els usuaris locals de drogues injectables" i la van anomenar Vancouver Area Network of Drug Users (VANDU) Després del llançament d'aquesta organització local, es van establir una sèrie de reunions i trobades.
D'altra banda, en teoria, ONG com la Canadian HIV/AIDS Legal Network (xarxa jurídica VIH/SIDA del Canadà) havien preparat documents de fons com l'informe Nothing About Us Without Us (Greater, Meaningful Involvement of People Who Use Illegal Drugs: A Public Health, Ethical, and Human Rights Imperative) que emfatitzava que les mesures de reducció de danys relacionades amb el consum de drogues haurien de passar "des de zero, amb persones que consumeixen drogues involucrades en cada part del procés".
Entre el 30 de maig i el 4 d'abril de 2006, es va celebrar a Vancouver la 17a Conferència Internacional sobre la Reducció dels danys relacionat amb les drogues, on hi van assistir més de 1.300 assistents de 60 països. Un dels resultats destacats va ser l'adopció, el primer dia de la conferència, de la Declaració de Vancouver, subtitulada "Per què el món necessita una xarxa internacional d'activistes que consumeixen drogues".
Va servir de punt de partida per al desenvolupament d'una xarxa internacional i, posteriorment, d'agrupacions regionals i locals. La Declaració de Vancouver "ressalta la història de la marginació i la discriminació contra les persones que consumeixen drogues i promou el dret a l'autorepresentació i l'apoderament".
L'ONG es va crear formalment com a organització belga sense ànim de lucre i es va posar en marxa l'1 de novembre de 2008. L'INPUD també va declarar l'1 de novembre Dia Internacional dels Consumidors de Drogues.

## Finalitat i activitats
L'INPUD es considera "una organització global basada en iguals que busca promoure la salut i defensar els drets de les persones que consumeixen drogues". A la seva pàgina web, l'organització es descriu de la següent manera:
INPUD és una xarxa global de persones que consumeixen i han consumit drogues. INPUD té una estructura de xarxa regional en evolució i també llaços forts amb diverses organitzacions nacionals i locals de consumidors de drogues. Un paper clau de l'organització és donar suport a les persones que consumeixen drogues per accedir i participar en els processos polítics internacionals.
En el seu llançament, INPUD va declarar els 5 objectius següents:
1. Advocar i pressionar pels drets dels consumidors de drogues a l'escenari mundial,
2. Per portar les veus dels consumidors de drogues a la taula de polítiques,
3. Donar suport i sembrar el desenvolupament de xarxes autodeterminades de consumidors de drogues que defensen els drets dels consumidors de drogues,
4. Promoure i defensar la reducció de danys com a mitjà per donar suport a un consum de drogues més segur,
5. Establir aliances amb organitzacions afins en l'àmbit de les drogues i la societat civil per promoure els quatre primers objectius de l'INPUD.

En el seu pla 2021-2024, l'INPUD va declarar com a "visió": "Un món on les persones que consumeixen drogues siguin lliures de viure la seva vida amb dignitat".
De manera més general, els objectius i propòsits de l'INPUD s'estableixen a la Declaració de Vancouver. Després del seu llançament, l'any 2007, l'INPUD va dur a terme "una investigació en línia de sis mesos sobre el perfil de l'activisme i l'autoorganització dels consumidors de drogues (DU). L'estudi va recollir informació sobre els tipus d'organitzacions de consumidors de drogues a tot el món, el nivell d'implicació de les comunitats de consumidors de drogues en l'activisme, la cobertura geogràfica, els objectius, les fonts de finançament, etc. L'estudi es va utilitzar llavors per fomentar la creació de capacitats a les organitzacions locals de persones que consumeixen drogues.
L'any 2015, INPUD va celebrar consultes a Dar es Salaam, Bangkok, Londres, Tbilissi i virtualment, amb representants de 24 grups de consumidors de drogues provinents de 28 països. Això va donar lloc a l'adopció de la Declaració de consens sobre el consum de drogues sota prohibició, un manifest que se centra en els drets humans, la salut i la llei en relació amb les persones que consumeixen drogues, des de la perspectiva de les persones que consumeixen drogues. Tal com s'explica a la pàgina web de l'organització, "Es tracta d'una declaració de demandes essencials. Aquestes demandes s'han de satisfer si es vol acabar amb els danys que pateixen les persones que consumeixen drogues." La Declaració de Consens reforça la Declaració de Vancouver i especifica els objectius de l'INPUD i els seus grups locals.
L'INPUD i els seus capítols locals s'han implicat cada cop més com a observadors i participants a les conferències de les Nacions Unides sobre drogues i qüestions relacionades amb la salut.
El 2017, l'INPUD va col·laborar amb l'Oficina de les Nacions Unides contra la Droga i el Crim, l'Organització Mundial de la Salut, el Programa Conjunt de les Nacions Unides sobre el VIH/SIDA, el Fons de Població de les Nacions Unides i el Programa de Desenvolupament de les Nacions Unides per publicar una guia titulada Implementar programes de VIH i VHC comprehensius amb les Persones que Injectan Drogues: orientació pràctica per a intervencions col·laboratives.

## Organitzacions regionals
Un dels objectius de l'INPUD és "desenvolupar i donar suport a xarxes regionals i nacionals de consumidors de drogues i líders emergents mitjançant el suport tècnic. En conseqüència, l'INPUD se subdivideix en agrupacions regionals o temàtiques que reuneixen grups locals. Els membres regionals o d'actualitat de l'INPUD s'organitzen com a xarxes pròpies de persones consumidores de drogues, amb les mateixes finalitats i objectius que l'INPUD. Rep finançament del Fons Robert Carr per desenvolupar el consorci de xarxes. El juliol de 2022, hi ha 6 grups regionals més un grup temàtic (INWUD).

### Xarxa Internacional de Dones Consumidores de Drogues (INWUD)
Fundada l'any 2010, INWUD és la xarxa mundial de dones que consumeixen drogues.
Ha fet llum sobre qüestions específiques de gènere com la salut sexual i reproductiva o la repressió específica de gènere de les dones que consumeixen drogues (com l'avortament forçat o l'esterilització), així com qüestions d'estigma.
A Catalunya, Metzineres forma part de la INWUD.

### Xarxa africana de persones que consumeixen drogues (AfricaNPUD)
AfricaNPUD és una xarxa fundada el 2015 per i per a africans que consumeixen drogues. Té seu a Tanzània. Actualment està present a 15 països de la regió africana. AfricaNPUD accepta membres tant de membres individuals com d'organitzacions liderades per la comunitat.

### Xarxa asiàtica de persones que consumeixen drogues (ANPUD)
ANPUD té la seu a Tailàndia.

### Xarxa eurasiàtica de persones que consumeixen drogues (ENPUD)
ENPUD se centra a la regió d'Europa de l'Est i Àsia Central (EECA). Durant la guerra russo-ucraïnesa, la xarxa s'ha compromès a oferir assistència i tractament d'emergència a les persones que consumeixen drogues.

### Xarxa Europea de Persones Consumidores de Drogues (EuroNPUD)
Fundada el 2011, EuroNPUD és present a la Unió Europea i països veïns (Regne Unit, Suïssa, Noruega).
EuroNPUD reivindica presència a 12 països europeus a través de sindicats locals i col·lectius de persones consumidores de drogues (Sindicat Suec de Consumidors de Drogues, ASUD a França, etc.).
A Catalunya, s'ha creat al març de 2016 la xarxa de persones que usen drogues, CATNPUD (per l'acrònim anglès Catalan Network of People who Use Drugs).

### Xarxa Llatinoamericana de Consumidors de Drogues (LANPUD)
Centrat en les regions d'Amèrica Llatina i el Carib, va ser llançat el 26 d'octubre de 2012 a Salvador de Bahia, Brasil. El juliol de 2022, LANPUD reclama presència a 17 països.

### Xarxa de persones que consumeixen drogues a l'Orient Mitjà i el Nord d'Àfrica (MENANPUD)
MENANPUD està present a la regió de l'Orient Mitjà i el Nord d'Àfrica (MENA).

## Lideratge
A data de juliol de 2022, la Junta està formada per:
- Judy Chang (directora executiva des de 2017),
- Jake Agliata (Responsable de polítiques i comunicacions des del 2019),
- Tina Chkhaidze (gerent de finances des de 2018),
- Rico Gustav (assessor tècnic superior),
- Kim Jackson (gerent d'oficina des del 2020),
- Annie Madden (directora del projecte d'oportunitats excepcionals del Robert Carr Fund),
- Aditia Taslim (oficial d'advocacia).